# Storia dello Stato russo
La Storia dello Stato russo è un'opera storiografica dello scrittore russo Nikolaj Michajlovič Karamzin.
L'autore vi si dedicò dal 1804 fino alla morte, avvenuta nel 1826. È suddivisa in 12 volumi e tratta della storia della Russia dalle origini fino al 1612. I primi otto volumi uscirono nel 1818, quando in Russia era assai vivo l'interesse per la propria storia, esaltato dall'orgoglio nazionalistico dopo la lunga e vittoriosa guerra antinapoleonica, e godette perciò di grande popolarità. Successivamente uscirono altri tre volumi mentre il dodicesimo, incompiuto, fu pubblicato postumo.
Puškin scrisse che « tutti, perfino le dame del gran mondo, hanno cominciato a leggere la storia della propria patria. È stata semplicemente una rivelazione. Diresti che Karamzin ha scoperto l'antica Russia allo stesso modo che Colombo l'America ».
Ideologo dell'autocrazia, che esaltò anche nella sua precedente opera, Sulla Russia antica e moderna, del 1811, Karamzin « studiò quasi esclusivamente le azioni politiche dei sovrani trascurando del tutto il popolo. Il suo giudizio sui governanti è spesso sentimentalmente moralistico e le sue idee fondamentali sulle virtù dell'autocrazia falsano il suo giudizio sui singoli fatti ».
I caratteri positivi dell'opera sono la comprensione della storia russa « come un tutto coerente e omogeneo », mentre l'atteggiamento moralistico di Karamzin comportò necessariamente la condanna della « politica egoistica e tirannica » dei sovrani.
Lo stile della Storia è retorico ed eloquente. Compromesso tra la lingua dei letterati conservatori e le esigenze del suo rinnovamento propugnate dallo stesso Karamzin, l'opera piacque a tutti i contemporanei, che la considerarono il miglior risultato raggiunto dalla prosa russa, pur se « alcuni critici ne avvertirono gli sdilinquimenti sentimentali e la povertà espressiva ».